# Rás na mBan
Rás na mBan (Iers voor wedstrijd voor vrouwen) is een Ierse meerdaagse wielerwedstrijd voor vrouwen die sinds 1986 jaarlijks wordt verreden. De eerste tien jaar droeg de wedstrijd de naam John Hearn Memorial Women's en de volgende tien jaar The TQ Papers Ladies International. Vanaf 2006 draagt de wedstrijd de huidige naam, die uitgesproken wordt als Raws na Mon.

## Geschiedenis
De wedstrijd telde in 2006 en 2007 twee etappes in en rond Dublin. In 2008 werd de wedstrijd uitgebreid naar drie etappes die rond Sneem werden verreden. Vanaf 2011 bestaat de koers uit zes etappes die op vijf dagen worden verreden. Van 2013 tot 2015 was County Clare de locatie en vanaf 2016 is Kilkenny de uitvalsbasis.
De Ierse Claire Moore is recordhoudster met vier eindzeges, gevolgd door haar landgenote Olivia Dillon met drie overwinningen. Vijf keer stond een Nederlandse op het hoogste podium; waarvan Esther van der Helm twee keer wist te winnen.

## Erelijst
| Jaar                               | Eerste                               | Tweede                               | Derde                                |
| ---------------------------------- | ------------------------------------ | ------------------------------------ | ------------------------------------ |
| John Heard Memorial Women's        |                                      |                                      |                                      |
| 1986                               | Marie O’Donoghue                     |                                      |                                      |
| 1987                               | Fiona Madden                         |                                      |                                      |
| 1988                               | Claire Moore                         |                                      |                                      |
| 1989                               | Patricia Anderson                    |                                      |                                      |
| 1990                               | Kim Staff                            |                                      |                                      |
| 1991                               | niet verreden                        | niet verreden                        | niet verreden                        |
| 1992                               | Claire Moore                         |                                      |                                      |
| 1993                               | Claire Moore                         |                                      |                                      |
| 1994                               | Marie Purvis                         |                                      |                                      |
| 1995                               | Helena Kinsella                      |                                      |                                      |
| The TQ Papers Ladies International |                                      |                                      |                                      |
| 1996                               | Angela Hunter                        | Sally Boyden                         | Anne Plant                           |
| 1997                               | Susan O’Mara                         | Ruth Ellway                          | Geraldine Gill                       |
| 1998                               | Claire Moore                         |                                      |                                      |
| 1999                               | Louise Jones                         | Emma Davies                          | Susan Carter                         |
| 2000                               | Julie Hooper                         | Sally Boyden                         | Melanie Sears                        |
| 2001                               | Esther van der Helm                  | Susan O’Mara                         | Vanessa Frith                        |
| 2002                               | Esther van der Helm                  | Stefanie Gronow                      | Louise Moriarty                      |
| 2003                               | Angela Hunter                        | Cheryl Fisher                        | Nina Davies                          |
| 2004                               | Louise Moriarty                      | Helen Gutteridge                     | Inge Klep                            |
| 2005                               | Elisabeth Braam                      | Maxime Groenewegen                   | Julie O'Hagan                        |
| Rás na mBan                        |                                      |                                      |                                      |
| 2006                               | Stephanie Gronow                     | Louise Moriarty                      | Anna Harkowska                       |
| 2007                               | Marit Huisman                        | Désirée Schuler                      | Annika Werheit                       |
| 2008                               | Louise Moriarty                      | Anne de Wildt                        | Jenny McCauley                       |
| 2009                               | Emma Trott                           | Anne de Wildt                        | Debby van den Berg                   |
| 2010                               | Olivia Dillon                        | Alli Holland                         | Natalie Creswick                     |
| 2011                               | Olivia Dillon                        | Melanie Späth                        | Linda Poelstra-Ringlever             |
| 2012                               | Kamilla Vallin                       | Lydia Boylan                         | Lowri Devey                          |
| 2013                               | Olivia Dillon                        | Melanie Späth                        | Christine Majerus                    |
| 2014                               | Tayler Wiles                         | Anne Ewing                           | Molly Weaver                         |
| 2015                               | Stephanie Pohl                       | Eileen Roe                           | Emma Norsgaard                       |
| 2016                               | Rikke Lønne                          | Lydia Boylan                         | Marieke Kerkvliet                    |
| 2017                               | Elinor Barker                        | Alexandra Nessmar                    | Natalie Grinczer                     |
| 2018                               | Coralie Demay                        | Nicola Juniper                       | Rikke Lønne                          |
| 2019                               | Claire Steels                        | Josie Knight                         | Anna Shackley                        |
| 2020                               | niet verreden vanwege coronapandemie | niet verreden vanwege coronapandemie | niet verreden vanwege coronapandemie |
| 2021                               | Anna Shackley                        | Abi Smith                            | Loes Adegeest                        |
| 2022                               | Kate Richardson                      | Lieke van Zeelst                     | Becky Storrie                        |
| 2023                               | Manon de Boer                        | Renee van Hout                       | Tiffany Keep                         |
| 2024                               | Mia Griffin                          | Noor Dekker                          | Manon de Boer                        |

### Meervoudige winnaars
| Overwinningen | Renster             | Jaren                  |
| ------------- | ------------------- | ---------------------- |
| 4             | Claire Moore        | 1988, 1992, 1993, 1998 |
| 3             | Olivia Dillon       | 2010, 2011, 2013       |
| 2             | Esther van der Helm | 2001, 2002             |
| 2             | Louise Moriarty     | 2004, 2008             |

### Overwinningen per land
| Overwinningen | Land                        |
| ------------- | --------------------------- |
| 16            | Ierland                     |
| 10            | Verenigd Koninkrijk         |
| 5             | Nederland                   |
| 2             | Denemarken, Duitsland       |
| 1             | Frankrijk, Verenigde Staten |